# 웹 개발 도구

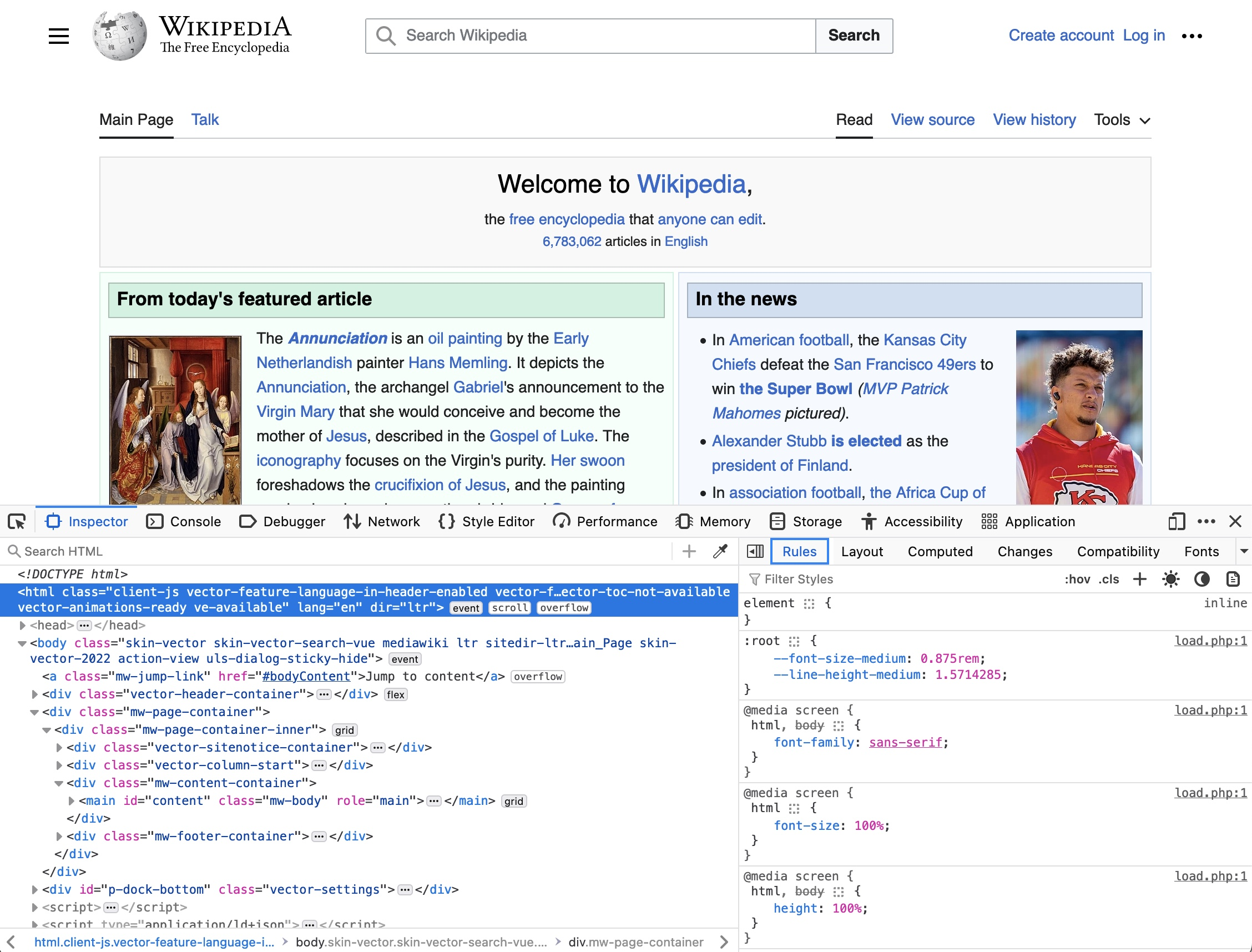
모질라 파이어폭스를 사용하여 분석 중인 위키백과 대문 문서

웹 개발 도구(Web development tools) 또는 개발 도구(dev tools)를 사용하면 웹 개발자가 웹 사이트를 테스트, 수정 및 디버그할 수 있다. 웹페이지를 직접 생성하는 데 도움을 주지 않고 웹사이트나 웹 애플리케이션의 사용자 인터페이스를 테스트하는 데 사용되는 도구라는 점에서 웹사이트 빌더 및 통합 개발 환경(IDE)과 다르다.
웹 개발 도구는 최신 웹 브라우저에 브라우저 추가 기능 또는 내장 기능으로 제공된다. 구글 크롬, 모질라 파이어폭스, 사파리, 마이크로소프트 엣지 및 오페라와 같은 브라우저에는 웹 개발자를 돕는 도구가 내장되어 있으며, 해당 플러그인 다운로드 센터에서 많은 추가 추가 기능을 찾을 수 있다.
웹 개발 도구를 사용하면 개발자는 HTML, CSS, DOM, 자바스크립트 및 웹 브라우저에서 처리하는 기타 구성 요소를 비롯한 다양한 웹 기술로 작업할 수 있다.

## 같이 보기
- 소프트웨어 개발 수명 주기